# Эризифе барбарисовая
Эризифе барбарисовая (лат. Erysiphe berberidis) — вид грибов класса Леоциомицеты.

## Синонимы[1]
- Alphitomorpha penicillata var. berberidis (DC.) Wallr., 1819
- Erysiphe penicillata var. berberidis (DC.) Link, 1824
- Erysiphe penicillata f. berberidis (DC.) Fr., 1829
- Microsphaera berberidis (DC.) Lév., 1851
- Calocladia berberidis (DC.) Lév., 1851
- Podosphaera berberidis (DC.) Quél., 1875
- Oidium berberidis Thüm., 1877
- Microsphaera penicillata f. ilicis Potebnia, 1915
- Microsphaera ilicis (Potebnia) Sandu, 1936
- Erysiphe berberidis Y.S. Paul et J.N. Kapoor, 1983
- Microsphaera berberidis var. asiatica U. Braun, 1983
- Erysiphe berberidis var. asiatica (U. Braun) U. Braun et S. Takam., 2000

## Описание
Мицелий белый или сероватый на листьях и молодых побегах. Конидии от цилиндрических до эллипсоидальных. Клейстотеции многочисленные, разбросанные или в небольших группах, полушаровидные, тёмно-коричневые, 70—130 мкм в диаметре. Придатки немногочисленные по 5—15, 2—4(6)-кратно дихотомически ветвящиеся на вершине, в 1,5—2,5 раза превышают диаметр клейстотеция. Конечные веточки прямые. Сумок 4—12, размером 30—60 × 25—40 мкм. В сумках 4—12, реже 6—7 спор. Споры эллипсоидальные, 18—25 × 10—14 мкм.
Анаморфа типа Pseudoidium.

## Среда обитания и распространение
Обычно на Berberidaceae.
Вид распространён в Европе, Азии, Африке, Северной и Южной Америке.